# 21世紀タワー
21世紀タワー (英語: 21st Century Tower) は、ドバイのシェイク・ザーイド・ロードに面する55階建ての超高層ビルである。2003年の完成当時、世界で最も高い住居であったが、現在ではオーストラリア、メルボルンのユーレカタワーや、ゴールドコーストのQ1タワーに抜かれている。設計はアトキンスが担当した。PERIドバイが型枠の問題を解決している。
タワーには7機のエレベーターが設置されている。エレベーターを呼び出すと、情報処理型のエレベーターシステムによって自動的に最も近いエレベーターが、要求された階で停止する。
エミレーツ航空のキャビンクルーやフライトクルーが使用しており、チリの領事館も設置されている。